# 仮面舞踏会 (少年隊の曲)
「仮面舞踏会」（かめんぶとうかい）は、少年隊のデビューシングル。

## 解説
デビュー曲ながらオリコンチャートでいきなり初登場第1位を獲得し、1986年オリコンシングル年間売上ランキング3位を記録。少年隊最大のセールス・ヒット曲となった。「第28回日本レコード大賞」「'86FNS歌謡祭」で最優秀新人賞を獲得、1986年に同曲の大ヒットで数々の新人賞を受賞したほか「第37回NHK紅白歌合戦」初出場を果たした。
B面収録曲の違い（A=日本よいとこ摩訶不思議／B=春風にイイネ!／C=ONE STEP BEYOND）で3種類が存在する。ジャケットのデザインもそれぞれ異なる。各初回生産分15万枚のみ、カラー・レコード仕様（A=黄色 B=緑 C=ピンク）。B面楽曲は『BEST OF 少年隊』および『少年隊 35th Anniversary BEST』に「春風にイイネ!」「ONE STEP BEYOND」が収録されたが「日本よいとこ摩訶不思議」はCDシングルのみの収録。CD音源の入手は困難となっている。1991年2月10日に8cmCDシングルとして初CD化。
1986年発売『BACKSTAGE PASS」、1988年発売『BEST OF 少年隊』収録の同曲は、ミックス変更・ボーカルの録り直しがされている。
作曲家・筒美京平作品をコンパイルしたオムニバス盤『HIT STORY 筒美京平 ULTIMATE COLLECTION 1967 - 97』や、『青春歌年鑑1986』『少年隊 35th Anniversary BEST』にも収録（オリジナル・ヴァージョン）。

## 逸話
当初デビュー曲は『サクセス・ストリート』（1stアルバム『翔 SHONENTAI』収録）を予定していたそうだが、ジャニー喜多川やディレクターの鎌田俊哉が「もうひとひねりしてほしい」と作家陣にお願いして、本曲が誕生した。また発売当時は、カラオケを楽しむのはカラオケボックスではなく、カラオケスナックで歌うのが普通だった為、「新橋のサラリーマンたちが、ネクタイを頭に巻いてはしゃげるような曲があればいいよね」っていうところから始まったそうである。
作詞を担当したちあき哲也は当時同じレコード会社所属だった矢沢永吉の楽曲の作詞も多く手がけており、矢沢ファンである錦織一清がちあきの起用を希望した。当初は、イントロ部分の歌詞（Tonight ya ya ya･･･tear）が書かれてなく、単に「ララララララ･･･」というフレーズだったが、錦織のアイデアにより歌詞が付け加えられた。
当初筒美京平が完成させた曲は、大サビ（「いっそX・T・C〜」）が無かったが、曲を聞いたジャニー喜多川から、『これだと足りない』『何とか付けてくれ』『どうしても必要だ』と無茶振りを言われ、筒美が急遽大サビを追加した。
編曲を担当した船山基紀は、後日インタビューで「（仮面舞踏会の編曲は）とても大変だった」と話している。ジャニー喜多川より、「ニューヨークで稽古している、これからデビューする男の子が3人いて、これはどうしても100万枚売らなければいけない。どういうイントロつけるかで売上が変わるんだから、頼むよ」と依頼された。船山は「そのプレッシャーが凄かったが、（このイントロが）ジャニー喜多川に対する回答であり、誰にも突っ込まれないようなものを作った」のがこのイントロになったとのこと。誰も文句を言えない革新的な編曲をしようとの考えから、当時のアイドルの曲には極めて異質な5拍子のイントロになった。尚、イントロの部分は、大谷和夫によるキーボードの手弾きで、何度も弾いて完成させた。
スタジオでジャニー喜多川たちスタッフの前で出来上がった曲の初披露が終わると現場は静まり返ったが、沈黙を破ったジャニー喜多川から「いいんじゃない、これ」とゴーサインをもらい、依頼を受けてからのプレッシャーから解放された船山は胸をなでおろしたとのこと。また「レコードの発売が決定する直前まで決まらなかったんじゃないかな。先にタイトルがあったら、逆にああいうふうにはならなかったでしょうね。本編のメロディと全く関係のないことをやっていますから（笑）」と語っており、曲のタイトルが無かったこそあのイントロになったと答えている。
また、第42回NHK紅白歌合戦では「MASK'91」の曲名でアレンジされたヴァージョンが披露された。

## 紅白歌合戦でのエピソード
同曲で第37回NHK紅白歌合戦に初出場したが、白組司会の加山雄三に曲紹介で「『仮面ライダー』です!」とタイトルを間違えられた。この一件は本曲に対する有名な話となり、後日東山がこの件に関するエピソードをテレビ取材で語ったことがある。またNHK紅白歌合戦の公式サイトでも、このエピソードが紹介されている。
東山は「仕事でこれまでで一番大変だった出来事」として、即答で本件のエピソードを挙げている。
少年隊は本曲でNHK紅白歌合戦に初出場が決定し、白組トップバッターを務めることとなった。東山は、紅白で着る衣装がちょっと脱ぐと革のピッタピタの、どうみても仮面ライダーの敵であるショッカーを連想させる衣装であったとし、リハーサルを終えて引き上げる際にその当時の事務所の先輩であった近藤真彦と加山が座っていたところで、近藤が「お前ら仮面ライダーのショーみたいだな、今回の」と少年隊に声を掛けていたとのことで、東山は「加山さんは緊張する（タイプ）なので、その会話が耳に入ってたんだろう」と回想している。
加山もリハーサルのときから「『仮面舞踏会』か…。『仮面ライダー』と間違えそうだな。」とつぶやいていたそうである。
その後本番では、歌唱前に加山から、「おい! 張り切って行こうぜ! 紅白初出場、少年隊の『仮面ライダー』です!」と、ノリノリで間違えて紹介されてしまう事態となってしまった。しかも、本人は間違ったことすら気が付いていなくて、スタッフに指摘されても「あぁ、そうか」と悠然としていたそうである。
大晦日当日の少年隊は、当日はテレビ東京の音楽番組、レコード大賞の授賞式を終え、紅白の本番という分刻みのスケジュールであった。紅白の前に出演した『第28回日本レコード大賞』にて、歌唱披露が本来1コーラスで終わるはずが、メンバーが知らないうちに本番では1ハーフの長さになっており、生放送の本番で、最後バック宙で終わるはずがバック宙しても音が続いているという事態となった。レコード大賞の授賞式の後そのまま紅白に入り、いきなり本番という状態であった上に、歌唱まで数分待ってて緊張してるところに、審査員で来てた森光子が話しかけにきてくれて、『私もあなたたちのことが大好きで…』と言われて、更に緊張してしまったそうである。
そんなド緊張してる状況の中で、レコード大賞の一件もあり『よし決めてやる！』って思っていたところに、『仮面ライダー』って言われてしまい、「あれ？って。『仮面ライダー！って言ったよな』って右往左往してるから、聞き間違えかな？って」と緊張している上に動揺してしまい、そうしたら曲が始まってしまった上に、歌唱中に東山の早着替えの衣装が早着替えのタイミングの前にどんどん脱げてしまい、一人だけ半分だけショッカーになっていたそうで、「あの時はもうどうしようかなって…」と思ったそうである。　
歌唱を終え、東山は楽屋で悔しさのあまり号泣していたが、ジャニー喜多川が来て『YOUたち良かったね、加山さんが仮面ライダーって言ってくれたおかげで、YOUたち皆さんに覚えてもらえるよ!』と言われたそうで、現在では「あの事件、いまだに話せばわかってもらえるので、今となっては確かに良かったって」、「失敗は失敗じゃないことも多いなって、そこで学びましたよね」とインタビューに答えている。
その後、1992年の『第43回NHK紅白歌合戦』にて演じられた「ショーコーナー・テレビ40年思い出の主役たち」で少年隊が「レッツゴーライダーキック」を歌唱したのはこの時のエピソードを踏まえてのものであった。
尚、少年隊がNHK紅白歌合戦でシブがき隊と共演したのは、この回が最初で最後となった。

## その他
東山紀之主演ドラマ『GM〜踊れドクター』の中で東山が『仮面ぶどう狩り』という曲を歌っていたという設定がある。小田茜が初主演連続ドラマ「いちご白書」の番宣のイントロ・クイズにて「仮面舞踏会だか何だか？」と答え優勝。共演者の辺見えみりに「詳しいじゃん」と言われ「「ザ・ベストテン」とか観てたから」とクールに答える小田の傍らで安室奈美恵は愛想笑いに終始していた。

## 収録曲

### TYPE A(型番:L-1801)
1. 仮面舞踏会
作詞：ちあき哲也／作曲：筒美京平／編曲：船山基紀
2. 日本よいとこ摩訶不思議
作詞・作曲：野村義男／編曲：船山基紀
  - ジャニーズ事務所の先輩である野村義男から楽曲提供された曲で、デビュー3年前からNHK『レッツゴーヤング』などで披露されていた。
  - 野村は、自身の所属するバンド「THE GOOD-BYE 」のアルバム『ALL YOU NEED IS…グッバイに夢中!』（1985年2月21日発売）に「摩訶WHO SEE議」という曲名で少年隊のレコードデビューより先に収録。
  - ジャニー喜多川による英語の別歌詞をつけた「東京シャッフルBOY」が少年隊のビデオ『LAらLAらLAら』（1986年7月7日発売）に収録されているが、こちらはCD化されていない。

### TYPE B(型番:L-1802)
1. 仮面舞踏会
2. 春風にイイネ!
作詞：宮下智 ／作曲：佐藤健 ／編曲：中村哲
  - 少年隊主演ドラマ『少年隊のただいま放課後スペシャル』主題歌。
  - デビュー前に歌番組で度々披露されていた楽曲で、レコード化より先に非売品ビデオ『少年隊 in TSUKUBA EXPO'85』に収録されていたが、レコード化にあたってボーカルやコーラス、アレンジなどが一新されている（オリジナルはこのビデオでしか聞くことができない）

### TYPE C(型番:L-1803)
1. 仮面舞踏会
2. ONE STEP BEYOND
作詞：アラン・オデイ／作曲：S.A.Williams／編曲：船山基紀）
  - 全英語詞の楽曲。
  - 振付は、マイケル・ジャクソンの「今夜はビート・イット」「スリラー」の振付師、マイケル・ピータースが担当。
  - 作詞のアラン・オデイは1998年シングル「湾岸スキーヤー」を作詞（秋元康と共同。作曲編曲は山下達郎）。

## 映像作品
仮面舞踏会
- LAらLAらLAら
- PLAYZONE ミュージカル"MYSTERY"
- NEW YEAR CONCERT'87 武道館LIVE
- PLAYZONE'88 カプリッチョ ―天使と悪魔の狂想曲―
- PLAYZONE'89 Again
- SHONENTAI DINNER SHOW
- SPRING TOUR 90
- SPRING TOUR 92
- 少年隊10th ANNIVERSARY LIVE 1995〜1996
- PLAYZONE'96 RHYTHM
- 1998.1.16,17 TOKYO TAKARAZUKATHEATER
- PLAYZONE'98 5nights
- PLAYZONE2002 愛史
- PLAYZONE2003 Vacation
- PLAYZONE2005 〜20th Anniversary〜 Twenty Years…そしてまだ見ぬ未来へ
- PLAYZONE2007 Change 2 Chance
- PLAYZONE FINAL 1986-2008〜SHOW TIME Hit Series〜 Change

日本よいとこ摩訶不思議
- NEW YEAR CONCERT'87 武道館LIVE
- PLAYZONE'97 RHYTHM II
- 1998.1.16,17 TOKYO TAKARAZUKATHEATER

春風にイイネ!
- 少年隊 in TSUKUBA EXPO '85
  - シングルカットする前のバージョンは女性のコーラスが付いている
- NEW YEAR CONCERT'87 武道館LIVE

ONE STEP BEYOND
- NEW YEAR CONCERT'87 武道館LIVE
- PLAYZONE'89 Again

## カバー
仮面舞踏会
- 寺脇康文・唐沢寿明・岸谷五朗
1995年12月31日に横浜アリーナで開催された「Act Against AIDS'95」で披露。
- 菊地真（平田宏美）
2007年1月18日発売の「THE IDOLM@STER Your Song」と、2007年8月1日発売の「THE IDOLM@STER MASTER ARTIST 04 菊地真」に収録されている。
- 企画アルバム「BACKSTAGE PASS」「BEST OF 少年隊」にてセルフカバー。また「少年隊 35th Anniversary BEST」（完全受注生産限定盤）にリミックス・ヴァージョンが収録。
- ジャニーズ事務所の後輩には、歌番組で度々カバーされている。
- John Desire
「Come On Feel The Ecstasy」というタイトルで、東芝EMIから発売されたCD「Dancemania Euro☆Mix Happy Paradise」に英語でユーロビートとしてカバーされたバージョンが収録されている。Eurobeat Mastersレーベルにて制作された。

日本よいとこ摩訶不思議（TYPE Aカップリング）
- KinKi Kids
1994年開催のSMAPのコンサートツアー「SEXY SIX SHOW」にて「近畿よいとこ摩訶不思議」として披露。テレビでも何度も披露された。後輩グループでは他にも忍者がコンサートでカバーしている。
- 嵐
2015年発売のアルバム「Japonism」よいとこ盤特典CDに収録。

ONE STEP BEYOUND（TYPE Cカップリング）
- 光GENJI
1988年8月の少年御三家（光GENJI、男闘呼組、少年忍者）のコンサートで日本語詞でカバーされ、その一部がビデオ「少年武道館Ⅱ」に収録された。
- KinKi Kids
1994年12月31日の武道館コンサートの少年隊メドレーの中で披露。
- 長野博
2001年1月14日の大宮ソニック コンサートでソロで披露。

## レコーディング・ミュージシャン（A面のみ）
以下は梶田昌史の取材によるもの。
- ディレクター: 松平天平（ワーナー・パイオニア）、鎌田俊哉（ジャニーズ事務所）
- エンジニア: 内沼映二
- ドラム: 山木秀夫[13]
- ベース: 高水健司
- ギター: 今剛
- キーボード: 大谷和夫
- プログラマー: 助川宏
- パーカッション: 斉藤ノブ
- ブラス: 数原晋、ジェイク・H・コンセプション